# Simon Dolan
Simon Dolan (ur. 20 maja 1969 w Londynie) – brytyjski przedsiębiorca i kierowca wyścigowy. Właściciel firm SJD Accountancy, Contractor Umbrella, Jota Aviation i Jota Sport.

## Kariera wyścigowa
Dolan rozpoczął karierę w wyścigach samochodowych w 2009 roku od startów w V de V Challenge Endurance Moderne – Proto. Z dorobkiem 40,5 punktu uplasował się na 24 pozycji w klasyfikacji generalnej. W późniejszych latach Brytyjczyk pojawiał się także w stawce Speed UK Series, 24-godzinnego wyścigu Le Mans, Le Mans Series, FIA World Endurance Championship oraz European Le Mans Series.

## Wyniki w 24h Le Mans
| Rok  | Zespół     | Partnerzy                     | Samochód                    | Klasa   | Okr. | Poz. | Klasa Pos. |
| ---- | ---------- | ----------------------------- | --------------------------- | ------- | ---- | ---- | ---------- |
| 2011 | Jota       | Sam Hancock Chris Buncombe    | Aston Martin V8 Vantage GT2 | GTE Pro | 74   | NU   | NU         |
| 2012 | Jota       | Sam Hancock Haruki Kurosawa   | Zytek Z11SN-Nissan          | LMP2    | 271  | NU   | NU         |
| 2013 | Jota Sport | Oliver Turvey Lucas Luhr      | Zytek Z11SN-Nissan          | LMP2    | 319  | 13   | 7          |
| 2014 | Jota Sport | Oliver Turvey Harry Tincknell | Zytek Z11SN-Nissan          | LMP2    | 356  | 5    | 1          |
| 2015 | Jota Sport | Oliver Turvey Mitch Evans     | Gibson 015S-Nissan          | LMP2    | 358  | 10   | 2          |